# پل و ویرژینی (فیلم ۱۹۱۰)
«پل و ویرژینی» (انگلیسی: Paul and Virginia (1910 film)) یک فیلم است که در سال ۱۹۱۰ منتشر شد.